# Dorolț
Dorolț (węg. Pusztadaróc) – wieś w Rumunii, w okręgu Satu Mare, w gminie Dorolț. W 2011 roku liczyła 1730 mieszkańców. 